# Rudolf Veiel
Rudolf Veiel (10 de dezembro de 1883 - 19 de março de 1956) foi um oficial do Exército Alemão, tendo lutado nas duas guerras mundiais, chegando até a patente de General das Tropas Panzer.

## Biografia
Rudolf Veiel entrou para o Exército no ano de 1904, possuindo então a patente de cadete, chegando na patente de Leutnant no regimento Ulhans em 1905.
Continuou a sua carreira militar após o término da Primeira Guerra Mundial, atingindo a patente de Oberst no dia 1 de dezembro de 1933, Generalmajor no dia 1 de janeiro de 1937 e Generalleutnant no dia 1 de outubro de 1938.
Comandou a 2ª Divisão Panzer no ano de 1942 e em seguida o XXXXVIII Corpo Panzer no dia 19 de fevereiro de 1942. Foi promovido para General der Panzertruppe no dia 1 de abril de 1942 e assumiu o comando do Kampfgruppe Auffrischungs-Stab Mitte no dia 28 de setembro de 1942 e o V. A.K. no dia 1 de setembro de 1943. Foi dispensado do serviço ativo após o atentado de 20 de julho de 1944.

## Pantente
- Cadete - 1904
- Leutnant - 1905
- Oberst - 1 de dezembro de 1933
- Generalmajor - 1 de janeiro de 1937
- Generalleutnant - 1 de outubro de 1938
- General der Panzertruppe - 1 de abril de 1942

## Condecorações
- Cruz de Ferro 2ª Classe
- Cruz de Ferro 1ª Classe
- Cruz de Cavaleiro da Cruz de Ferro[1][4][5]